# Rakhi Sawant
Rakhi Sawant, właściwie Neeru Sawant (dewanagari: राखी सावंत, ur. 25 listopada 1978 w Bombaju) – indyjska aktorka, modelka i piosenkarka.
Zagrała w ponad 30 filmach w Bollywood.

## Filmografia
| Rok  | Tiytuł                    | Rola       | Uwagi                                  |
| ---- | ------------------------- | ---------- | -------------------------------------- |
| 1999 | Dil Ka Sauda              |            |                                        |
| 1999 | Dil Kya Kare              |            |                                        |
| 2000 | Joru Ka Ghulam            | Chandni    |                                        |
| 2000 | Kurukshetra               | Geeta      |                                        |
| 2001 | Ehsaas: A Feeling         | Maria      |                                        |
| 2002 | Baadmash No. 1            |            |                                        |
| 2002 | Gautam Govinda            |            |                                        |
| 2003 | Dum                       |            |                                        |
| 2003 | Chura Liyaa Hai Tumne     | Sheena     | gościnnie(Item number)                 |
| 2003 | Om                        | Celina     |                                        |
| 2003 | Bad Boys II               |            |                                        |
| 2003 | 2nd                       |            |                                        |
| 2003 | Patth                     |            |                                        |
| 2003 | Aanch                     | gościnnie  |                                        |
| 2004 | Paisa Vasool              |            |                                        |
| 2004 | Masti                     | Ms. Saxena | Cameo                                  |
| 2004 | Main Hoon Na              | Mini       |                                        |
| 2005 | Mumbai Express            |            | gościnnie                              |
| 2005 | Khamosh - Khauff Ki Raat  | Kashmira   |                                        |
| 2005 | Ek Khiladi Ek Haseena     |            | gościnnie (Item number)                |
| 2006 | 24x7 Bombay Saloon Unisex |            |                                        |
| 2006 | Hello…Kaun Hai?           |            |                                        |
| 2006 | Koii To Apna Hota         |            |                                        |
| 2006 | Khaffa                    |            |                                        |
| 2006 | Malamaal Weekly           |            | gościnnie (Item number)                |
| 2006 | Hot Money                 |            | gościnnie                              |
| 2006 | Gahraee                   |            |                                        |
| 2006 | Gumnaam - The Unknown     |            |                                        |
| 2007 | Buddha Mar Gaya           |            | główna rola                            |
| 2007 | Geleya                    |            | gościnnie (Item number)                |
| 2007 | Shootout at Lokhandwala   |            | gościnnie                              |
| 2008 | Love Game                 |            | w produkcji                            |
| 2008 | Horn, OK, Please!!        |            | w produkcji zastąpiła Tanushree Dutta) |
| 2008 | Krazzy 4                  |            | gościnnie (Item number)                |
| 2008 | 1920 (film)               |            | gościnnie(Item number)                 |
| 2009 | Muthirai                  |            | Tamilski film gościnnie (Item number)  |
| 2009 | Sameer Jena's Next        |            | w produkcji                            |